# جوني ماكغفرن
جوني ماكغفرن (بالإنجليزية: Johnny McGovern)‏ هو لاعب قذف أيرلندي، ولد في 1932 في بينيتسبريدج ‏ في جمهورية أيرلندا.